# 李秀芹 (法官)
李秀芹，中國共產黨黨員，大興法院刑事審判庭審判長，被公认為“铁案”法官。

## 法官生涯
她本著“公正司法，執法為民”的精神辦案，遵從支持及維護中國法律，不枉不徇，判案堅持原則，敢於動真碰硬，排除各種干擾。任內打擊非法經營等經濟犯罪，每年審結犯罪案件百多宗。高度重視貪污賄賂和玩忽職守等犯罪案件的審理，獲得了廣大群眾交口稱讚。2010年承辨趙連海案，判以有期徒刑2年半，更把她的名聲推向高峰，讓結石寶寶的父母都記下該位審判長名字。

## 榮譽
- 2001年：“办案能手”
- 2002年：优秀党员、市级“严打”先进个人